# Eleição para governador do Alasca em 1966
A eleição para governador do estado americano do Alasca em 1966 foi realizada em 8 de novembro de 1966 e elegeu o governador do Alasca. As primárias foram realizadas em 23 de agosto de 1958.
Na primária do Partido Democrata o governador William Egan teve 61% dos votos, contra 39% de Wendell P. Kay.
Na primária do Partido Republicano Wally Hickel teve 55% dos votos, o presidente da câmara estadual  Bruce Kendall teve 23%, e o ex-governador territorial Mike Stepovich teve 21%